# Kong Pisei
Huyện Kong Pisei (tiếng Khmer: ស្រុកគងពិសី) là một huyện nằm ở tỉnh Kampong Speu, miền trung Campuchia.

## Hành chính
Kong Pisei được chia thành 13 xã (khum)
| Mã địa lý | Tên             |  |
| --------- | --------------- |  |
| 050301    | Xã Angk Popel   |  |
| 050302    | Xã Chongruk     |  |
| 050303    | Xã Moha Ruessei |  |
| 050304    | Xã Pechr Muni   |  |
| 050305    | Xã Preah Nipean |  |
| 050306    | Xã Prey Nheat   |  |
| 050307    | Xã Prey Vihear  |  |
| 050308    | Xã Roka Kaoh    |  |
| 050309    | Xã Sdok         |  |
| 050310    | Xã Snam Krapeu  |  |
| 050311    | Xã Srang        |  |
| 050312    | Xã Tuek L'ak    |  |
| 050313    | Xã Veal         |  |